# Pulp- en Jamfabriek Kenau
De Eerste Nederlandsche Pulp- en Jamfabriek, ook wel de Pulp- en Jamfabriek Kenau genoemd, was een fabriek aan het Spaarne in de Noord-Hollandse stad Haarlem. De fabriek lag op de hoek van de Paul Krugerkade en de Spaarndamseweg, langs het plaatselijk zo geheten Noorder Buiten Spaarne. In de fabriek werd vruchtenpulp, gelei, jam en bessensap geproduceerd.
De fabriek lag net iets ten noorden van Werf Conrad en was buren met Van Dijk’s Koek- en Beschuitfabriek en Union Chocolade die zich aan de Paul Krugerkade bevonden.

## Geschiedenis

### Oorspronkelijke functie
De fabriek werd in augustus 1901 geopend als de Eerste Nederlandsche Pulp- en Jamfabriek door de heren Sipkes.
De fabriek had een bebouwde oppervlakte van zo’n 1800 m² met daarachter een 1200 m² groot weiland voor eventuele uitbreidingen. Het fabrieksgebouw bezat een 60 meter lange gevelwand langs het Spaarne, waarin zich ook een poort bevond die toegang gaf tot een binnenplaats van 700 m². Verder beschikte de fabriek over een 250 m² grote kokerij, 470 m² aan magazijnen een grote machinekamer en een spoelkamer. De binnenplaats was in gebruik als opslagplaats, met een totale capaciteit van 150.000 flessen. De flessen stonden geordend in rijen op houten stellages opgesteld onder gewelven. Dit gaf dat de binnenplaats deed denken aan kloostergangen.
Het pand was naar ontwerp van J.A.G. van der Steur en werd gebouwd door B. Hagen. Met de bouw werd op 15 januari 1901 begonnen. De bouw liep voorspoedig want alvorens de officiële opening werd medio juni met bedrijfswerkzaamheden begonnen.
Vruchten die met duizenden kilo’s tegelijk aankwamen werden in de fabriek in grote ketels door middel van stoomverwarming gekookt. De stoomverwarming werd geregeld door een stoompomp die water uit een eigen waterleidingnet pakte. Het gebruik van zo’n eigen net is voor die tijd vrij uniek. Het waterleidingnet werd gevoed vanuit een diepe wel en werd door een filter omhoog gepompt naar een ondergronds reservoir. Vanuit dit reservoir werd het vervolgens wanneer het nodig was opgepompt naar de leidingen in de fabriek. Wanneer de vruchten eenmaal gekookt waren, verkreeg men pulp. Deze pulp werd verscheept, veelal naar Engeland in bussen of vaten. Eén gedeelte van de pulp werd bewaard, om hier jam van te maken.
De productie van jam ging destijds door gebruik van een cilindervormig toestel, waarmee men de pulp ontdeed van resterende stelen en of pitten. De pulp werd vervolgens opgekookt met suiker, waardoor men jam verkreeg.
Ook werd er in de fabriek bessensap geproduceerd. Deze konden opgeslagen worden in een ruimte die plek bood aan 100.000 flessen. Deze ruimte bestond uit grote ruime hokken waarin de flessen gestapeld tussen zaagsel lagen. De fabriek bezat ook een zolder, deze was bestemd als opslag voor materiaal en drukwerk. Het kantoor van de fabriek bevond zich direct achter de toegangspoort van de fabriek. Naast het kantoor bevond zich een trap die leidde naar een commisariskamer, waarvan uit men een fraai uitzicht over de rivier had.
De fabriek heeft geen lang leven beschoren, in 1908 viel namelijk het doek voor de pulp- en jamfabriek mede door andere en verbeterde fabricagetechnieken. Na een vergadering van aandeelhouders in oktober dat jaar werd besloten de onderneming te beëindigen en aan de directeur werd ontslag verleend. De nog aanwezige voorraden werden verkocht en het fabrieksgebouw en de resterende grond werden verkocht.

### Andere functies
Het pand is enige tijd in gebruik geweest bij Handelsmaatschappij Boeke & Huidekoper. Ook heeft nadien de supermarktketen Vomar tot aan de sloop ervan in het gebouw een winkel gehad. Deze Vomar is verplaatst naar de overkant in het winkelcentrum Spaarneboog. Op de plek van de voormalige fabriek verwees in de jaren 80 een appartementencomplex, genaamd Spaarnewaard met daaronder een filiaal van de Kwantum.